# Desmometopa varipalpis
Desmometopa varipalpis är en tvåvingeart som beskrevs av Malloch 1927. Desmometopa varipalpis ingår i släktet Desmometopa och familjen sprickflugor. Inga underarter finns listade i Catalogue of Life.